# Andrzej Lipko
Andrzej Lipko (ur. 1952 w Lublinie) – polski inżynier górnik, były kierownik Ministerstwa Przemysłu i Handlu oraz były prezes zarządu Polskiego Górnictwa Naftowego i Gazownictwa.

## Życiorys
Ukończył Politechnikę Śląską, specjalizując się w zakresie technicznej eksploatacji złóż.
W latach 1974–1991 pracował w Kopalni Węgla Kamiennego „Sośnica”, początkowo na stanowisku robotniczym, później jako kierownik działu ekonomicznego kopalni. Od 1990 pełnił także funkcję przewodniczącego Krajowej Komisji Górnictwa NSZZ „Solidarność”. Od 13 lutego do 29 lipca 1991 oraz od 6 września 1991 do 2 lutego 1993 był podsekretarzem stanu w Ministerstwie Przemysłu. Od 23 grudnia 1991 do 11 lipca 1992 w rządzie Jana Olszewskiego był kierownikiem tego resortu. Od 1993 do 1999 zajmował stanowisko prezesa zarządu TERMKOM Sp. z o.o. w Gliwicach. Został następnie wiceprezesem zarządu Polskiego Górnictwa Naftowego i Gazownictwa, a w czerwcu objął stanowisko prezesa zarządu tego przedsiębiorstwa. Zajmował je do jesieni 2001. Był później członkiem zarządu Partii Centrum.